# 千葉県道138号正気茂原線

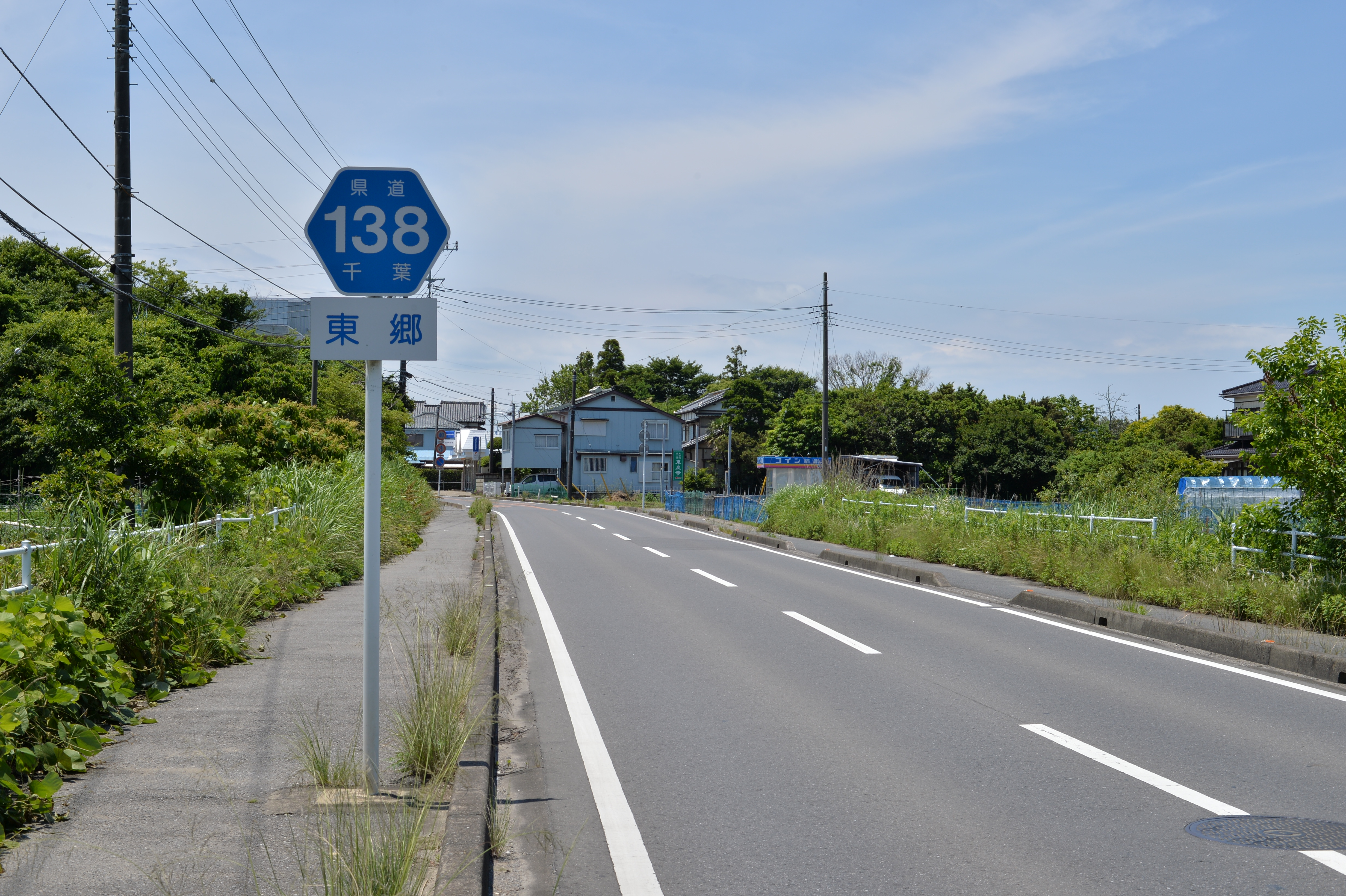
千葉県道138号正気茂原線
茂原市東郷（2015年6月）

千葉県道138号正気茂原線（ちばけんどう138ごう まさきもばらせん）は、千葉県東金市から茂原市に至る一般県道である。

## 概要
東金市幸田の千葉県道75号東金豊海線・幸田交差点より分岐南下し、大網白里市柳橋、長生郡白子町南日当を経て茂原市中心市街地の千葉県道84号茂原長生線に接続する路線。路線名の「正気」は、昭和の大合併で旧東金町と合併する以前の旧自治体であった正気村に由来する。

### 路線データ
- 起点：東金市幸田（幸田、千葉県道75号東金豊海線交点）
- 終点：茂原市高師（千葉県道84号茂原長生線交点）
- 総延長：*.* km（山武土木事務所管内：*.* km、長生土木事務所管内：*.* km）
- 重用延長：*.* km（山武土木事務所管内：*.* km、長生土木事務所管内：*.* km）
- 実延長：*.* km（山武土木事務所管内：*.* km、長生土木事務所管内：11.846 km[1]）

## 地理

### 通過する自治体
- 千葉県
  - 東金市 - 大網白里市 - 茂原市 - 長生郡白子町 - 茂原市

### 交差する道路
- 千葉県道75号東金豊海線（起点）

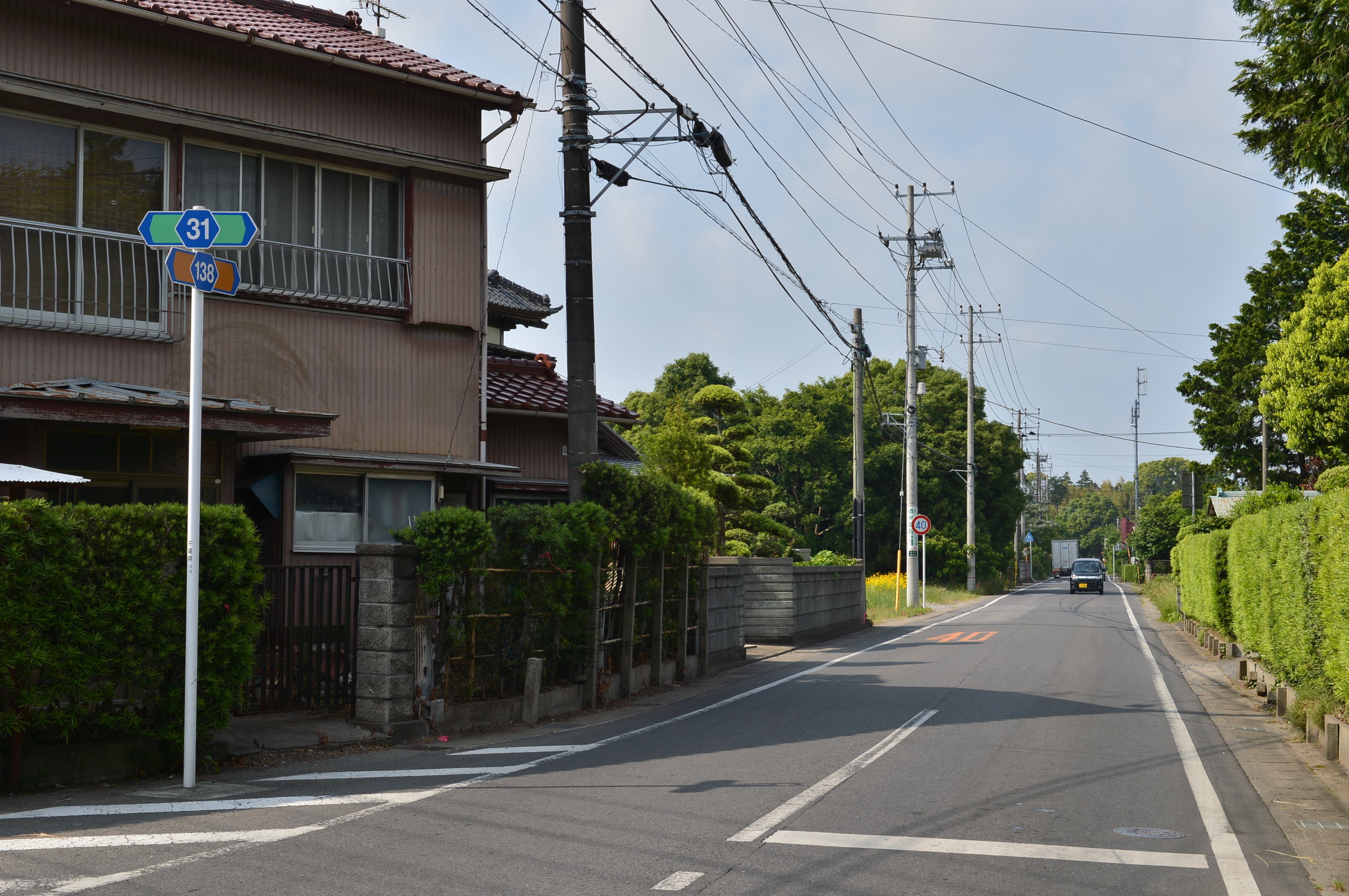
長生郡白子町南日当・南日当交差点付近（2015年5月）

- 千葉県道83号山田台大網白里線（大網白里市・柳橋）
- 千葉県道31号茂原白子線（白子町・南日当）
- 千葉県道293号茂原環状線（茂原市六ツ野）
- 千葉県道84号茂原長生線（終点）

### 沿線
- 日工タナカエンジニアリング白子工場（白子町南日当）
- 大多和医院（白子町南日当）
- 茂原市立東中学校（茂原市東郷）
- 三井化学茂原工場茂原分工場